# Challenge Motorsport Engineers
Challenge Motorsport Engineers war ein britischer Hersteller von Automobilen.

## Unternehmensgeschichte
Gordon Fordyce gründete in den 2000er Jahren das Unternehmen in Edinburgh in Schottland. Er begann 2005 mit der Produktion von Automobilen und Kits. Der Markenname lautete Challemoe. Im gleichen Jahr endete die Produktion. Insgesamt entstanden etwa fünf Exemplare. Die Internetseite Allcarindex gibt davon abweichend den Produktionszeitraum mit 2000 bis 2009 an.

## Fahrzeuge
Im Angebot stand nur ein Modell. Es war ein Fahrzeug im Stil des Lotus Seven. Für ein Fahrzeug ist ein Vierzylindermotor von Ford mit 1700 cm³ Hubraum überliefert.